# 格罗兹尼城市塔
格罗兹尼城市塔是一个位于俄罗斯车臣共和国格罗兹尼的商业中心区，位于孙扎河河畔，总占地面积4.5公顷。格罗兹尼城市塔由7个摩天大楼组成，满足了住宅、酒店、写字楼和商务中心等需求。其中最高建筑高度为150米左右。建筑群由德尼·杰伊洪·巴伊坎设计，结构由尤克赛尔·康坎设计。于2007年5月10日开始动工，2011年10月5日竣工。

## 简介
格罗兹尼城市塔总占地面积4.5公顷，由7个摩天大楼组成，最高建筑高度为150米左右。分别用以住宅、酒店、写字楼和商务中心等用途。其中，一栋40层高、一栋30层高、三栋28层高，其余两栋为18层高。建筑由德尼·杰伊洪·巴伊坎设计，结构由尤克赛尔·康坎设计。格罗兹尼城市塔于2007年5月10日开始动工，2011年10月5日竣工。住宅楼共有700间公寓间，其中每一户公寓间的面积为68到280平方米不等。在“凤凰”公寓楼的1层和2层有一个大型购物中心。在其旁边有一个28层高的五星级酒店，拥有303间客房，总占地面积为34,000平方米，楼顶上配有直升机停机坪。该酒店还包括一个游泳池、水疗中心、健身房和三间餐厅。在每一座摩天大楼下都有两层地下停车场，可同时满足3000辆汽车的停放需求。

## 2013年火灾
2013年4月3日，格罗兹尼城市塔的其中一个40层建筑发生火灾。火灾持续了8小时左右，所幸没有人员伤亡。火灾发生后，有100多名消防队员和16辆消防车与大火搏斗。大火后，整栋楼如同被剥皮一样。但最终，这座建筑物的内部基本上完好无损，原本预定在2013年9月底之前结束恢复工作，但实际上2015年初才完全修复并重新对外开放。